# Jean de Rochechouart
Jean de Rochechouart (Bourges, 1330 circa – Villeneuve-lès-Avignon, 13 dicembre 1398) è stato uno pseudocardinale e arcivescovo cattolico francese.

## Biografia
Nacque dalla nobile famiglia dei visconti di Limoges. Fu nominato arcidiacono di Hannonie nella diocesi di Cambrai.
Il 28 novembre 1358 fu eletto vescovo di Couserans. Il 29 gennaio 1361, dopo essere stato consacrato vescovo, fu trasferito alla sede di Saint-Pons-de-Thomières. Nell'aprile del 1374 prese parte al Sinodo di Narbona.
Il 30 maggio 1382 fu promosso alla sede metropolitana di Bourges. Il 17 ottobre 1390 fu trasferito alla sede di Arles.
La sua promozione al rango di cardinale si deve all'antipapa Clemente VII, ma le fonti danno al riguardo informazioni diverse: potrebbe essere stato creato cardinale nel 1390 o nel 1392, quando divenne vescovo di Ostia per l'antipapa di Avignone. È controverso anche se mantenesse questa sede fino al 1394 o fino alla morte, avvenuta quattro anni più tardi.